# نورکان چلیک
نورکان چلیک (انگلیسی: Nurcan Çelik؛ زادهٔ ۱ ژانویهٔ ۱۹۸۰) بازیکن فوتبال است.
وی همچنین در تیم‌های ملی فوتبال Turkey women's national under-19 football team و زنان ترکیه بازی کرده‌است.